# Иоганн II (граф Остфрисланда)
Иоганн II (нем. Johan II, в.-фриз. Jehan II; 29 сентября 1538, Аурих, графство Остфрисланд — 29 сентября 1591, Штикхаузен, графство Остфрисланд) — граф Остфрисланда с 1561 по 1591 год, вместе со старшим братом Эдцардом II; представитель дома Кирксена.

## Биография
Родился 29 сентября 1538 года в Аурихе. Он был третьим сыном и последним пятым ребёнком в семье графа Остфрисланда Энно II и графини Анны Ольденбургской. Последняя после смерти мужа в 1540 году исполняла обязанности регента при несовершеннолетнем сыне Эдцарде II, старшем брате Иоганна II. В 1558 году, стараниями Анны Ольденбургской, первородство в доме Крискена было упразднено, и власть в феоде была разделена между всеми братьями, которые стали соправителями. Анна Ольденбургская поступила таким образом, чтобы уменьшить влияние шведского королевского дома Васа на графство Остфрисланд, так как Эдцард II выбрал себе в жёны принцессу Екатерину Васа, старшую дочь шведского короля Густава I. Эдцард II утратил единоличную власть, что привело к фактическому разделу Остфрисланда на две части — кальвинистскую, где правили кальвинисты Иоганн II и Анна Ольденбургская, и лютеранскую, которой управлял лютеранин Эдцард II.
В 1559 году Эдцард взял Иоганна с собой на свадьбу в Стокгольм, где у Иоганна завязался роман с принцессой Сесилией, ещё одной дочерью шведского короля Густава I. Граф был пойман с возлюбленной, за что его чуть не приговорили к смертной казни. Иоганна спасло заступничество королевы Елизаветы I. После этого он так и не женился.
В 1566 году после смерти среднего брата Кристофа борьба за власть между Иоганном и Эдцардом обострилась. Иоганн заблокировал осуществление Эдцардом суверенной власти и укрепил дворянство и граждан Эмдена. В конечном итоге эта борьба заложила основу для сосуществования конфессий в Остфрисланде: поскольку ни одна из них не могла преобладать над другой, лютеранин Эдцард не смог учредить лютеранскую церковь как единственную разрешённую церковь в графстве.
Иоганн II умер 29 сентября 1591 года в замке Штикхаузен, и Эдцард II стал единоличным правителем Остфрисланда, однако его авторитет сильно пострадал от длившегося конфликта. Это был существенный фактор, который в конечном итоге привёл к Эмденской революции.